# میچیکو مائدا
میچیکو مائدا (انگلیسی: Michiko Maeda؛ زاده ۲۷ فوریهٔ ۱۹۳۴) یک بازیگر اهل ژاپن است.